# Jakub Bádenský
Jakub Bádenský (15. března 1407, Hachberg – 13. října 1453, Mühlburg) byl v letech 1431 až 1453 bádenským markrabětem.

## Život
Narodil se jako nejstarší syn markraběte Bernarda I. Bádenského a jeho druhé manželky Anny Oettingenské. Jakub byl muž hlubokého náboženského přesvědčení, známý jako zakladatel kostelů. Založil opatství ve Fremersberg a byl hlavním patronem kolegiátního kostela v Baden-Badenu.
Podle předpisů jeho otce byli pouze dva synové považováni za jeho dědice. Proto pouze nejstarší Karel a Bernard obdrželi světské vzdělání; další děti měly pouze přísně náboženskou výchovu. Syn Jiří se poté, co v mládí přijal řeholní roucho, krátce vrátil do světa, ale v roce 1454 se vrátil ke svatým řádům a později se stal biskupem v Metách.
Jakub byl opakem svého otce; Enea Silvio Piccolomini ho charakterizoval jako známého mezi Němci pro svou spravedlivost a inteligenci.
Ve svých raných letech byl vládcem rodového majetku v Hohenbergu, až se ve věku 24 let stal po smrti otce vládcem Bádenska. Byl popisován jako bojovný rytíř a skromný otec státu a mezi knížaty byl oblíbený jako prostředník. Oba císaři, pod kterými sloužil, Zikmund Lucemburský i Fridrich III. Habsburský, o něm smýšleli velmi vysoko.
Když v důsledku potratu jeho sestra Anežka uprchla uprostřed sporu o dědictví, markrabě ztratil nárok na vévodství Schleswig. Byl tak rozzlobený, že Anežku na zbytek života uvěznil na hradě Eberstein v Ebersteinburgu.
Když v roce 1427 vstoupila v platnost Sponheimská smlouva, získal majetky na řece Mosela. V roce 1442 koupil za 30.000 guldenů od potomků Waltera von Geroldseck půl panství Lahr a Mahlberg.
Markrabě Jakub zemřel 13. října 1453 ve věku 46 let v Mühlbergu.

## Manželství a potomci
25. července 1418 se jako jedenáctiletý oženil se stejně starou Kateřinou, nejmladší dcerou vévody Karla II. Lotrinského a jeho manželky Markéty Falcké. Manželé spolu měli sedm dětí:
- Karel I. Bádenský (1427–1475), bádenský markrabě, ⚭ 1446 Kateřina Habsburská (1420–1493)
- Bernard II. Bádenský (1428/29–1458)
- Jan II. Bádenský (1430–1503), trevírský arcibiskup a kurfiřt
- Markéta Bádenská (1431–1457), ⚭ 1446 Albrecht III. Achilles (1414–1486), braniborský kurfiřt, markrabě braniborsko-ansbašský, braniborsko-kulmbašský, krosenský kníže a slezský zemský hejtman
- Jiří Bádenský (1433–1484), métský biskup
- Markus Bádenský (1434–1478)
- Matylda Bádenská (1435/39–1485), abatyše v Trevíru

Měl také nemanželského syna Rudolfa.